# Copa Governador do Estado da Bahia de 2011
A Copa Governador do Estado da Bahia de 2011 foi uma competição de futebol realizada na Bahia pela Federação Bahiana de Futebol. Contou com a participação de oito clubes. Foi a terceira edição da Copa Governador do Estado da Bahia, vencida pelo Vitória da Conquista, que derrotou na final a equipe do Atlético de Alagoinhas e se tornou campeão pela segunda vez consecutiva.

## Clubes participantes
Oito clubes de futebol baianos participaram da competição, mesmo número da edição anterior. Ao contrário da edição anterior, o Itabuna voltou a participar após ausência em 2010, ano em que a competição ganhou outros três clubes em relação à competição em 2009: Atlético de Alagoinhas, Camaçari e Serrano-BA. Esse último é o único que não esteve na Primeira Divisão do Campeonato Baiano de Futebol de 2010, no entanto conquistou o acesso a elite do futebol baiano ao ser vice-campeão da Segundona de 2010. Destaque também para a primeira participação do Feirense na competição e para a ausência do Fluminense de Feira. Três cidades baianas tiveram mais de um time na competição: Salvador, Feira de Santana e Vitória da Conquista, cada uma com dois times. Itabuna e Alagoinhas tiveram somente um time.
| Clube                  | Cidade               | Estádio                     | Capacidade | Em 2010        | Títulos (mais recente) |
| ---------------------- | -------------------- | --------------------------- | ---------- | -------------- | ---------------------- |
| Atlético de Alagoinhas | Alagoinhas           | Carneirão                   | 12.000     | 2º             | 0 (não possui)         |
| Bahia                  | Salvador             | Pituaçu                     | 32.157     | 8º-1F          | 0 (não possui)         |
| Bahia de Feira         | Feira de Santana     | Jóia da Princesa            | 16.274     | 3º-SF          | 0 (não possui)         |
| Feirense               | Feira de Santana     | Jóia da Princesa            | 16.274     | não participou | 0 (não possui)         |
| Itabuna                | Itabuna              | Luiz Viana Filho (Itabunão) | 17.745     | não participou | 0 (não possui)         |
| Serrano-BA             | Vitória da Conquista | Lomantão                    | 12.500     | 6º-1F          | 0 (não possui)         |
| Vitória                | Salvador             | Barradão                    | 34.998     | 4º-SF          | 0 (não possui)         |
| Vitória da Conquista   | Vitória da Conquista | Lomantão                    | 12.600     | 1º             | 1 (2010)               |

### Classificação
| Equipe | Equipe                 | Pts | J | V | E | D | GP | GC | SG |
| ------ | ---------------------- | --- | - | - | - | - | -- | -- | -- |
| 1      | Atlético de Alagoinhas | 12  | 6 | 3 | 3 | 0 | 12 | 5  | +7 |
| 2      | Bahia                  | 11  | 6 | 3 | 2 | 1 | 8  | 6  | +2 |
| 3      | Bahia de Feira         | 5   | 6 | 1 | 2 | 3 | 4  | 5  | -1 |
| 4      | Feirense               | 4   | 6 | 1 | 1 | 4 | 5  | 13 | -8 |

| Equipe | Equipe               | Pts | J | V | E | D | GP | GC | SG  |
| ------ | -------------------- | --- | - | - | - | - | -- | -- | --- |
| 1      | Vitória da Conquista | 16  | 6 | 5 | 1 | 0 | 14 | 5  | +9  |
| 2      | Serrano-BA           | 13  | 6 | 4 | 1 | 1 | 15 | 8  | +7  |
| 3      | Vitória              | 4   | 6 | 1 | 1 | 4 | 8  | 10 | -2  |
| 4      | Itabuna              | 1   | 6 | 0 | 1 | 5 | 5  | 19 | -14 |

### Classificação geral
|  |

|  |                                                    |
|  | Campeão da Copa Governador do estado da Bahia 2011 |

## Fase final
|  | Semifinais             | Semifinais           | Semifinais | Semifinais |   |                        | Final | Final | Final | Final |
|  |                        |                      |            |            |   |                        |       |       |       |       |
|  | Atlético de Alagoinhas | 2                    | 0          | 2          |   |                        |       |       |       |       |
|  | Serrano-BA             | 1                    | 1          | 2          |   |                        |       |       |       |       |
|  | Serrano-BA             | 1                    | 1          | 2          |   | Atlético de Alagoinhas | 1     | 1     | 2     |       |
|  |                        |                      |            |            |   | Atlético de Alagoinhas | 1     | 1     | 2     |       |
|  |                        | Vitória da Conquista | 7          | 2          | 9 |                        |       |       |       |       |
|  | Vitória da Conquista   | Vitória da Conquista | 7          | 2          | 9 | 1                      | 3     | 4     |       |       |
|  | Vitória da Conquista   |                      |            |            |   | 1                      | 3     | 4     |       |       |
|  | Bahia                  | 2                    | 2          | 4          |   |                        |       |       |       |       |

| Campeão da Copa Governador 2011  |
| -------------------------------- |
| Vitória da Conquista (2º título) |